# Scaptomyza impunctata
Scaptomyza impunctata är en tvåvingeart som först beskrevs av Frey 1945.  Scaptomyza impunctata ingår i släktet Scaptomyza och familjen daggflugor. Inga underarter finns listade i Catalogue of Life.